# Dizajn video-igara
Dizajn video-igara je proces dizajniranja pravila i sadržaja video igara u fazi pre-proizvodnje i dizajniranje gejmpleja, okruženja, priče i likova u fazi proizvodnje. Neki česte poddiscipline dizajna video-igara su dizajn sveta, dizajn nivoa, dizajn sistema, dizajn sadržaja i dizajn korisničkog interfejsa. U industriji video igara, dizajn video-igara se obično pominje kao dizajn igara, koji je više generalni termin.
Dizajner video-igre je kao režiser filma; dizajner je vizionar igre i kontroliše umetničke i tehničke elemente igre da bi ispunio svoju viziju. Medjutim, s kompleksnim igrama, kao što su MMORPG igre ili akcioni/sportski naslov s velikim budžetom, može biti desetine dizajnera. U ovim slučajevima, generalno postoje jedan ili dva glavna dizajnera i više junior dizajnera koji specifikuju podskupove ili podsisteme igre. Kako je industrija starila i prihvatila alternativne metodologije produkcije kao agilni, uloga glavnog dizanjera igre je počela da se razlikuje - neki studiji naglašavaju autorski model dok drugi naglašavaju model koji je više timski orijentisan. U većim kompanijama kao Electronic Arts, svaki aspekt igre (kontrola, dizajn nivoa) može imati posebnog producenta, glavnog dizajnera i nekoliko generalnih dizajnera.
Dizajn video-igara zahteva umetničku i tehničku kompetentnost kao i ponekad veštine pisanja. Istorijski, programeri video-igara su ponekad činili zeo tim za dizajn. Ovo je slučaj kod dizajnera Sid Meiera, Džon Romera, Kris Sojera i Vil Vrajta. Značajan izuzetak ovoj politici bio je Coleco, koji je od samog početka razdvajao funkcije dizajna i programiranja. Kako su igre postajale više kompleksne, kompjuteri i konzole su postajali moćniji i zato je posao dizajna igre postao odvojen od glavnog programera. Uskoro, kompleksnost igara je zahtevala članove tima fokusirane na dizajn igara. Nekoliko ranih veterana su izabrali put dizajna igara izbegavajući programiranje delegirajući te zadatke drugima.